# Brian Kerr (baron Kerr de Tonaghmore)
Pour les articles homonymes, voir Brian Kerr.
Brian Francis Kerr (22 février 1948-1er décembre 2020) est un avocat britannique et juge, qui a été Lord Chief Justice d'Irlande du Nord, puis juge de la Cour suprême du Royaume-Uni.

## Jeunesse
Kerr est né le 22 février 1948 de James William Kerr et de Kathleen Rose (née Murray) Kerr, de Lurgan, comté d'Armagh .
Il fait ses études au St Colman's College, Newry, et étudie le droit à l'Université Queen's de Belfast. Il est admis au Barreau d'Irlande du Nord en 1970 et au Barreau de Gray's Inn en 1974 . Il est Conseiller de la reine en 1983 et devient membre des King's Inns en 1990, et conseiller honoraire du Gray's Inn en 1997 et des King's Inns en 2004. Il est avocat de la Couronne junior (common law) de 1978 à 1983 et avocat principal de la Couronne de 1988 à 1993 .

## Carrière judiciaire

### Irlande du Nord
En 1993, Kerr est nommé juge de la Haute Cour et fait chevalier, et en 2004 est nommé Lord Chief Justice de l'Irlande du Nord  seulement le deuxième catholique romain à occuper le poste, et est admis au Conseil privé .
Kerr estime que l'introduction en 1971 de l'internement sans procès en Irlande du Nord a été « calamiteuse pour l'État de droit ». Cependant, il estime que les tribunaux Diplock sans jury, introduits pour empêcher l'intimidation par les paramilitaires, ont été globalement positifs. Citant le « distingué libertaire civil », Sir Louis Blom-Cooper, il propose que le système sans jury (dans lequel il y a un droit d'appel automatique) « est à certains égards supérieur au procès devant jury ».
Comme d'habitude pour le Lord Chief Justice d'Irlande du Nord, il succède à Robert Carswell comme Lord of Appeal in Ordinary d'Irlande du Nord à la retraite de ce dernier .

### Cour suprême du Royaume-Uni
Le 29 juin 2009, il est créé baron Kerr de Tonaghmore, de Tonaghmore dans le comté de Down, et est présenté à la Chambre des lords le même jour. Il est la dernière personne à être nommée Lord of Appeal in Ordinary (et donc la dernière à avoir reçu une pairie à vie en vertu de l'Appellate Jurisdiction Act de 1876). Le 1er octobre 2009, il devient l'un des juges inauguraux de la nouvelle Cour suprême du Royaume-Uni. Il est le plus jeune membre, à 61 ans. Il est remplacé en tant que Lord Chief Justice d'Irlande du Nord le 3 juillet 2009 par Sir Declan Morgan .
Lord Kerr of Tonaghmore était en désaccord avec le jugement controversé de la Cour suprême dans l'affaire R c. Gnango, dans lequel le tribunal statue qu'une personne peut être complice de son propre meurtre.
Dans les affaires relevant de l'article 50 du Brexit de 2016 et de la prorogation du Parlement en 2019 devant la Cour suprême, Lord Kerr est un «questionneur attentif des soumissions du gouvernement» .
Invité à préciser quel est son dossier le plus important, Kerr opte pour la contestation judiciaire de 2018 de la loi sur l'avortement en Irlande du Nord intentée par la Commission des droits de l'homme d'Irlande du Nord. La loi interdisait l'avortement, même dans les cas de viol, d'inceste et d'anomalie fœtale mortelle, et quatre des sept juges, dont Lord Kerr, ont jugé que cela rendait la loi en Irlande du Nord incompatible avec la législation relative aux droits de l'homme.
En 2014, l'Université d'Ulster décerne à Lord Kerr un doctorat honorifique en droit .
En août 2020, il annonce sa retraite le 30 septembre 2020.

## Vie privée
Kerr est marié à Gillian, Lady Kerr de Tonaghmore (née Widdowson), et a deux fils. C'est un catholique romain ,,.
Kerr est décédé aux premières heures du 1er décembre 2020, à l'âge de 72 ans ,.